# Trafikkunskap
Trafikkunskap omfattar allt som rör trafikens olika beståndsdelar. Det behandlar vägmärken, trafiksignalerna, vägar, fordon kort sagt allt som finns och rör sig på och omkring vägen.
Det är trafikskolorna som har till uppgift att lära ut denna kunskap.

## Vägmärken
- Väjningspliktsmärken
- Varningsmärken
- Förbudsmärken
- Påbudsmärken
- Anvisningsmärken
- Lokaliseringsmärken
- Tilläggstavlor
- Trafiksignaler
- Vägmarkeringar
- Övriga trafikanordningar